# Euan Clarkson
Pour les articles homonymes, voir Clarkson.
Euan NK Clarkson, né le 9 mai 1937 et mort le 31 août 2024, est un paléontologue et écrivain britannique.

## Carrière
Euan Clarkson étudie la géologie à l'Université de Cambridge et a une longue carrière de paléontologue à l'Université d'Édimbourg, en Écosse. Ses recherches les plus notables portent sur l'étude des trilobites (en particulier les systèmes visuels), la stratigraphie paléozoïque et la description de l'anatomie de l'animal Conodont ,.
Euan Clarkson a un dossier soutenu de publication et d'enseignement, est l'auteur de plus de 100 articles et autres publications, notamment un livre qui est largement considéré comme le texte paléontologique "standard"  pour les étudiants de premier cycle.
Clarkson est président de la Société géologique d'Édimbourg (1985-1987), administrateur du Musée d'histoire naturelle de Londres (1987-1992) et président de l'Association paléontologique (1998-2000). Clarkson reçoit la médaille Keith en 1993 et la médaille Coke de la Société géologique de Londres en 2010.